# Julio Angulo
Julio Eduardo Angulo Medina (n. Guayaquil, Guayas, Ecuador; 20 de mayo de 1990) es un futbolista ecuatoriano que juega de volante o delantero. Actualmente juega en Naranja Mekánica, equipo de la Segunda Categoría de Ecuador.

## Trayectoria
A los 11 años, debutó en Ferrocarril Oeste, equipo barrial del Batallón del Suburbio. 

### Barcelona S. C.
En el 2003, se unió a las divisiones menores de Barcelona Sporting Club. En el 2009 formó parte del primer plantel del club. Tuvo algunas actuaciones de la mano de Benito Floro, pero Barcelona decidió venderlo al Deportivo Cuenca en el 2010.

### Deportivo Cuenca
Para la temporada 2010 es vendido al Deportivo Cuenca, equipo en el cual se ha convertido en figura, ya que tiene explosividad y velocidad al momento de jugar.
En el Deportivo Cuenca Angulo si ha tenido regularidad y también se ha ganado un puesto de titular.

### Independiente del Valle
Pasó a formar parte del equipo Independiente del Valle de la ciudad de Sangolquí, equipo donde el que tuvo destacadas actuaciones caracterizadas por su velocidad y explosión, logrando conseguir el subcampeonato en la Copa Libertadores 2016.

### Huracán
En agosto de 2016 su pase fue adquirido por el Club Atlético Huracán, de Argentina, que compró el 75% del mismo por US$750 000, y firmó contrato por 3 temporadas.
Sin embargo, su paso por Huracán no fue bueno, ya que no convirtió ningún gol en 29 partidos.

### Xolos de Tijuana
Para el primer semestre de la temporada 2018 fue cedido a préstamo al Xolos de Tijuana. Pero siguió sin convertir goles en los 7 partidos que disputó.

### Liga Deportiva Universitaria
A mediados de 2018, tras rescindir contrato con Club Atlético Huracán vuelve al fútbol ecuatoriano. Esta vez para vestir la camiseta de Liga Deportiva Universitaria.

## Clubes
| Club                    | País      | Año         | Partidos | Goles |
| ----------------------- | --------- | ----------- | -------- | ----- |
| Barcelona SC            | Ecuador   | 2009 - 2010 | 14       | 0     |
| Deportivo Cuenca        | Ecuador   | 2011 - 2012 | 62       | 5     |
| Independiente del Valle | Ecuador   | 2013 - 2016 | 105      | 9     |
| Huracán                 | Argentina | 2016 - 2017 | 30       | 0     |
| Xolos de Tijuana        | México    | 2018        | 7        | 0     |
| Liga de Quito           | Ecuador   | 2018 - 2019 | 36       | 1     |
| Mushuc Runa             | Ecuador   | 2020        | 27       | 5     |
| Orense                  | Ecuador   | 2021-2022   | 40       | 1     |

## Palmarés

### Campeonatos nacionales
| Título                 | Club          | País    | Año     |
| ---------------------- | ------------- | ------- | ------- |
| Campeonato Ecuatoriano | Liga de Quito | Ecuador | 2018    |
| Copa Ecuador           | Liga de Quito | Ecuador | 2018-19 |